# Mörttjärnet (Södra Finnskoga socken, Värmland, 673435-133438)
Mörttjärnet är en sjö i Torsby kommun i Värmland och ingår i Göta älvs huvudavrinningsområde. Sjön har en area på 0,306 kvadratkilometer och ligger 434,1 meter över havet.

## Delavrinningsområde
Mörttjärnet ingår i det delavrinningsområde (673071-133270) som SMHI kallar för Ovan Kyrkån. Medelhöjden är 435 meter över havet och ytan är 16,06 kvadratkilometer. Det finns ett avrinningsområde uppströms, och räknas det in blir den ackumulerade arean 23,43 kvadratkilometer. Lettan som avvattnar avrinningsområdet har biflödesordning 2, vilket innebär att vattnet flödar genom totalt 2 vattendrag innan det når havet efter 477 kilometer. Avrinningsområdet består mestadels av skog (78 procent) och sankmarker (17 procent). Avrinningsområdet har 0,41 kvadratkilometer vattenytor vilket ger det en sjöprocent på 2,6 procent.